# Margaret Howe
Margaret Howe (* 11. Mai 1958 in Vancouver) ist eine ehemalige kanadische Sprinterin.
Bei den Olympischen Spielen 1976 in Montreal erreichte sie über 100 m das Viertelfinale und wurde in der 4-mal-100-Meter-Staffel Vierte.
1978 gewann sie bei den Commonwealth Games in Edmonton mit der kanadischen 4-mal-100-Meter-Stafette Silber.
Ihre persönliche Bestzeit über 100 m von 11,4 s stellte sie 1976 auf.